# Toribío
Toribío är en ort i Colombia.   Den ligger i departementet Cauca, i den centrala delen av landet, 300 km sydväst om huvudstaden Bogotá. Toribío ligger 1 700 meter över havet och antalet invånare är 3 911.
Terrängen runt Toribío är bergig österut, men västerut är den kuperad. Runt Toribío är det ganska tätbefolkat, med 60 invånare per kvadratkilometer. Närmaste större samhälle är Caloto, 17,9 km nordväst om Toribío. I omgivningarna runt Toribío växer i huvudsak städsegrön lövskog.